# Ichneumon aquilonius
Ichneumon aquilonius là một loài tò vò trong họ Ichneumonidae.